# Michèle Alliot-Marie

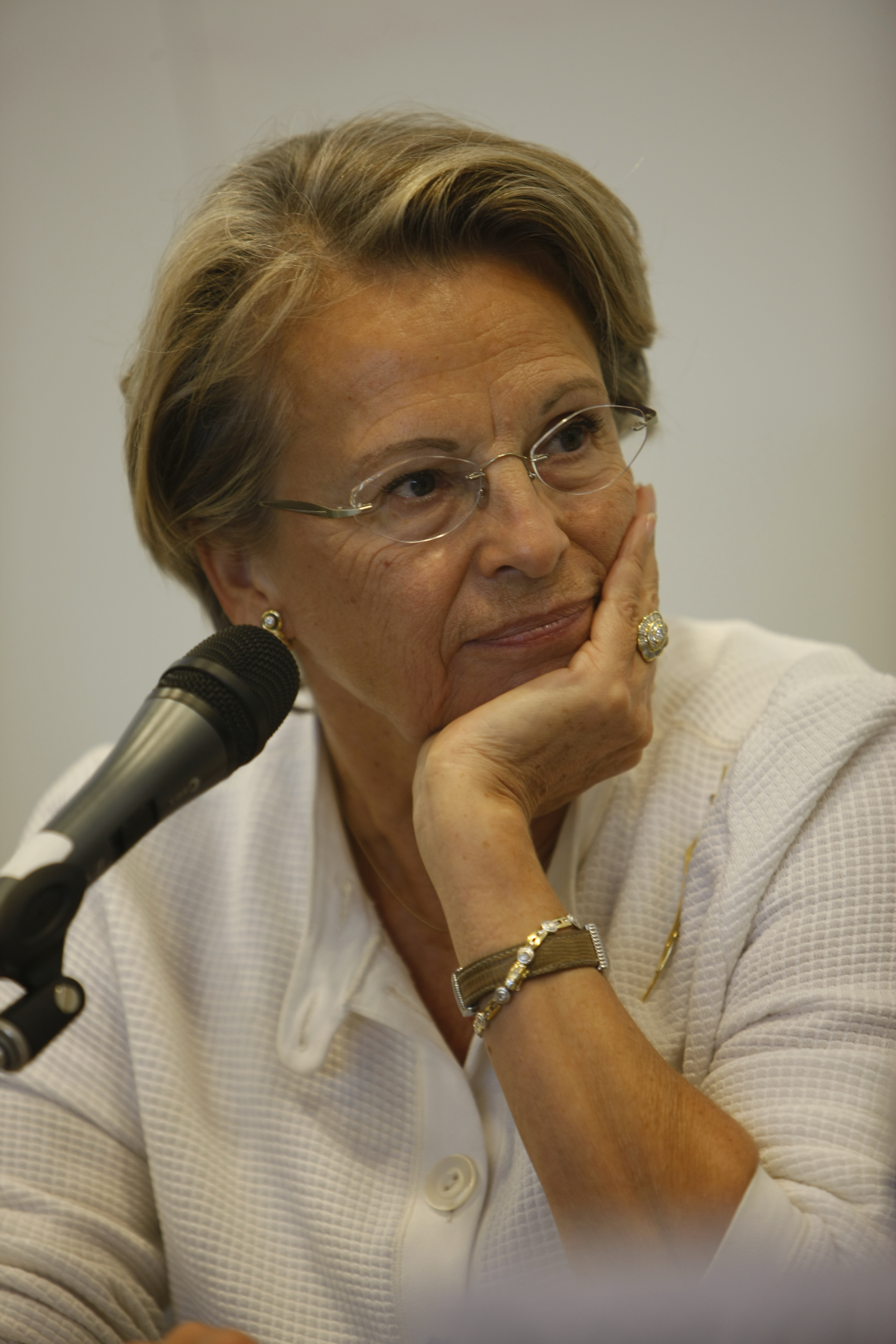
Michèle Alliot-Marie

Jeanne Honorine (Michèle) Alliot-Marie (10 september 1946, Villeneuve-le-Roi, Val-de-Marne) is een bekende politica uit Frankrijk. In de wandelgangen wordt zij vaak MAM of Mame genoemd. Ze is lid van de Union pour un Mouvement Populaire (UMP). Als gaulliste staat ze een zekere dienstbaarheid van de staat tegenover zijn burgers voor. In de UMP neigt Alliot-Marie dan ook richting de linkerzijde van de partij. Haar partner is Patrick Ollier.
Van 7 mei 2002 tot 27 februari 2011 was zij zonder onderbreking minister. In de regeringen onder leiding van Jean-Pierre Raffarin en Dominique de Villepin was zij minister van Defensie.
Tijdens de presidentsverkiezingen van 2006 verweet zij Ségolène Royal, kandidate voor de Parti Socialiste, dat die even snel van rok wisselde als van mening. Nadat Nicolas Sarkozy op 6 mei 2007 tot nieuwe president van Frankrijk was gekozen benoemde hij Alliot-Marie op 18 mei 2007 tot minister van Binnenlandse Zaken in het Kabinet-Fillon I.
Op 14 november 2010, tijdens het Kabinet-Fillon II, werd zij benoemd tot minister van Buitenlandse Zaken, als opvolgster van Bernard Kouchner. In 2011 kwam Alliot-Marie in opspraak, omdat ze tijdens de Jasmijnrevolutie op vakantie was in Tunesië. Daar reisde zij met een vliegtuig van een goede kennis van de toenmalige president Ben Ali. Vervolgens stelde ze in de Assemblée nationale voor om Franse oproerpolitie naar Tunesië te sturen, om zo de revolutie neer te slaan. Na alle grote protesten in de Arabische Wereld oordeelde Nicolas Sarkozy dat zij door haar verkeerde oordeel de diplomatieke belangen van Frankrijk had geschaad. Op 27 februari 2011 bood Alliot-Marie haar ontslag aan. Ze werd opgevolgd door Alain Juppé.
Alliot-Marie is lid geweest van de Nationale Vergadering en het Europees Parlement, minister voor Jeugdzaken, Sport en Justitie alsmede voorzitter van de Rassemblement pour la République. Van 1995 tot 2002 was zij burgemeester van Saint-Jean-de-Luz.
- Bibliothèque nationale de France: cb11888522z (data)
- CiNii: DA01626459
- Gemeinsame Normdatei: 132047624
- International Standard Name Identifier: 0000 0001 2142 2120
- Library of Congress Control Number: n83225736
- Nationale Bibliotheek van Tsjechië: xx0053494
- Nederlandse Thesaurus van Auteursnamen: 34143390X
- Istituto Centrale per il Catalogo Unico: TO0V051158
- Système universitaire de documentation: 026682885
- Virtual International Authority File: 85645056
- WorldCat: E39PBJwxKhpyygVfmdvKhRMQMP